# Gilbert (Arizona)
Gilbert é uma vila localizada no estado americano do Arizona, no condado de Maricopa. Foi incorporada em 1920.

## Geografia
De acordo com o United States Census Bureau, a vila tem uma área de 176,5 km², onde 176 km² estão cobertos por terra e 0,5 km² por água.

## Demografia
Segundo o censo nacional de 2010, a sua população é de 208 453 habitantes e sua densidade populacional é de 1 184,3 hab/km². É a sétima localidade mais populosa do Arizona. Possui 74 907 residências, que resulta em uma densidade de 425,6 residências/km².